# Rhinoceros 3D
Rhinoceros 3D es una herramienta de software para modelado en tres dimensiones basado en NURBS. Es un software de diseño asistido por computadora creado por Robert McNeel & Associates, originalmente como un agregado para AutoCAD de Autodesk. El programa es comúnmente usado para el diseño industrial, la arquitectura, el diseño naval, el diseño de joyas, el diseño automovilístico, CAD/CAM, prototipado rápidos, ingeniería inversa, así como en la industria del diseño gráfico y multimedia.
Rhinoceros 3D se especializa principalmente en el modelado libre mediante NURBS. Hay disponibles varios agregados (add-ons), también desarrollados por Robert McNeel & Associates, para el renderizado fotorrealístico raytracing (Flamingo) y Keyshot, en renderizado no fotorrealístico (Penguin) y la animación (Bongo). Existen también componentes como Grasshopper 3D, que se ha popularizado por su capacidad para generar diseño paramétrico. Como muchas aplicaciones de modelado 3D, Rhinoceros incorpora el lenguaje llamado RhinoScript, basado en Visual Basic.
Rhino 3D se ha ido popularizando en las diferentes industrias, por su diversidad, funciones multidisciplinares y el relativo bajo costo. Las vastas opciones para importación y exportación en el programa es una razón del crecimiento de su uso. La gran variedad de formatos con los que puede operar, le permite actuar como una herramienta de conversión, permitiendo romper las barreras de compatibilidad entre programas durante el desarrollo del diseño. El formato de archivo Rhinoceros (.3DM) es útil para el intercambio de geometría NURBS.
Hay disponibles versiones de prueba en el sitio del fabricante para su descarga. La versión actual es la 7.0, lanzada al mercado a finales de 2020.